# بحيرة بيدشهر
بحيرة بيدشهر هي بحيرة موسمية مالحة في ناحية بيدشهر ، مقاطعة أوز، محافظة فارس، إيران. تبلغ مسافة هذه البحيرة عن مركز المقاطعة 38 كم ، وعن مرکز المحافظة 309 كم وعن عاصمة إيران 1234 كم. هذه البحيرة مجاورة لبحيرة هوبا. تبلغ المساحة الإجمالية لهاتين البحيرتين المتجاورتين 81 كيلومترًا مربعًا (أكثر من بلد غيرنزي)